# Lőwy Mór (főrabbi)
Lőwy Mór (Mosdós, Somogy vármegye, 1854. – Abbázia, 1908. április 25.) temesvári főrabbi, Lengyel Ernő és Lengyel László újságírók apja.

## Életútja
A gimnáziumot Kaposváron és Nagyváradon végezte és az utóbbi helyen rendszeres talmudtanulmányokat is folytatott, majd a berlini teológiai főiskolára és az egyetemre ment. Filozófiai doktorátusát a lipcsei egyetemen szerezte. 1879-től haláláig Temesvár-belvárosi főrabbi volt és mint kitűnő egyházi szónok és jelentékeny tudós nagy tiszteletnek örvendett, gyülekezetének magyarosításával nagy érdemeket szerzett. Főképpen arameus filológiával foglalkozott és enemű tanulmányai német folyóiratokban jelentek meg, míg más teológiai, archeológiái és filológiai értekezései a Magyar Zsidó Szemlében, az IMIT Évkönyvében, a Temesvári Történeti és Régészeti Értesítőben, a Jüdisches Literaturblattban, a Monatschrift für Geschichte und Wissenschaft des Judentums és a Magyar Zsinagóga című folyóiratokban láttak napvilágot. A temesvári izraelita temetőben helyezték végső nyugalomra.
Felesége Perls Hermina volt.

## Művei
- Drei Abhandlungen von Josef b. Jehuda (ibn Aknin). Berlin, 1879. (Bölcseletdoktori értekezés.)
- Ünnepi beszéd. I. Ferencz József király ő felsége 50 éves jubileumára; tartatott aug. 18. 1880. Temesvár, 1880.
- Gyászbeszéd bold. emlékezetű Rudolf trónörökös fölött a temesvári izr. hitközség zsinagógájában 1889. febr. 11. tartott gyász istentisztelet alkalmával. Uo.
- Skizzen zur Geschichte der Juden in Temesvár. Szegedin, 1890.
- Über das Buch Jóna. Exegetisch-kritischer Versuch Uo. 1892. (Ism. Magyar Zsidó Szemle)